# ハイマツ
ハイマツ（這松、学名：Pinus pumila）はマツ科マツ属の常緑針葉樹。

## 名前と分類
和名ハイマツは漢字で這松と書き、地を這うように生育することから命名されたものである。別名に、イザリマツ、ソナレマツ、エゾハイマツ、クビナガハイマツなどがある。種小名 pumila は「小さい」という意味である。北日本産やシベリアのものは樹形や針葉内部の樹脂道の数が本州中部高山帯のものと異なり、亜種として認める意見もある。
身近な松であるアカマツやクロマツとは亜属単位で異なり、Strobus亜属、いわゆる五葉松のグループに分類される。

## 分布・生育地
シベリア東部、カムチャツカ、樺太、中国東北部、朝鮮半島、日本にかけての寒冷地に分布する。日本は分布の南限に当たる。氷期に北方から南下してきて、温暖化とともに日本に取り残されて高山に逃げ込んだ氷河遺存種である。日本国内では北海道から中部地方の高山帯に分布し、その南限は赤石山脈の光岳、西限は加賀の白山である。本州では中北部の一部の山地上部で見られるが、比較的標高が高い富士山や男体山（栃木県）などでは見られない。
日本では一般に高山帯の植物で、高木限界より上部の中部山岳地帯でおよそ海抜2,500 - 3,000メートル以上、青森県八甲田山で海抜1,500メートル以上、北海道でおよそ海抜1,000メートル以上に自生することが多いが、北海道の知床半島や礼文島では海岸近い低地にも自生している例がある。道東、屈斜路湖の近くにあるアトサヌプリ（硫黄山）は山頂の標高は512メートルに過ぎないが、山麓の低い標高の場所でもハイマツが見られる。これはこの山が常に硫黄の蒸気を噴出する活火山であるため土壌が酸性化しており、平地に通常生育する植物が育つことができないためである。

## 形態
樹高1 - 2メートル (m) のことが多い小型種。その樹形は名前のごとく地を這う独特のもので、日本の他のマツの仲間にはほとんど例を見ない。主幹ははっきりとせずに枝分かれが多く、地を這うように生長して地面に接したところから発根する。高山の稜線上などでは文字通り地面を這うような低い樹形だが、分布域下限の亜高山帯林に接するあたりでは樹高2メートル程度の灌木状になる。
Strobus亜属の他のグループと同じく、針葉は五葉、針葉断面の維管束は1つ、葉の付け根の鞘は取れやすいなどの特徴を備える。球果（松ぼっくり）は長さ4〜5センチメートル、成熟には2年かかる（マツ類では一般的）。球果内部に形成される種子はStrobus亜属''Strobi節のマツとしては珍しい翼なしのもので他にアメリカ西部のPinus flexisなど僅かに知られるのみ（ただし、Strobus亜属でもCembra節の全ての種は翼なしである）。種子は動物散布型で、高山性鳥類のホシガラスやライチョウなどが餌とする。

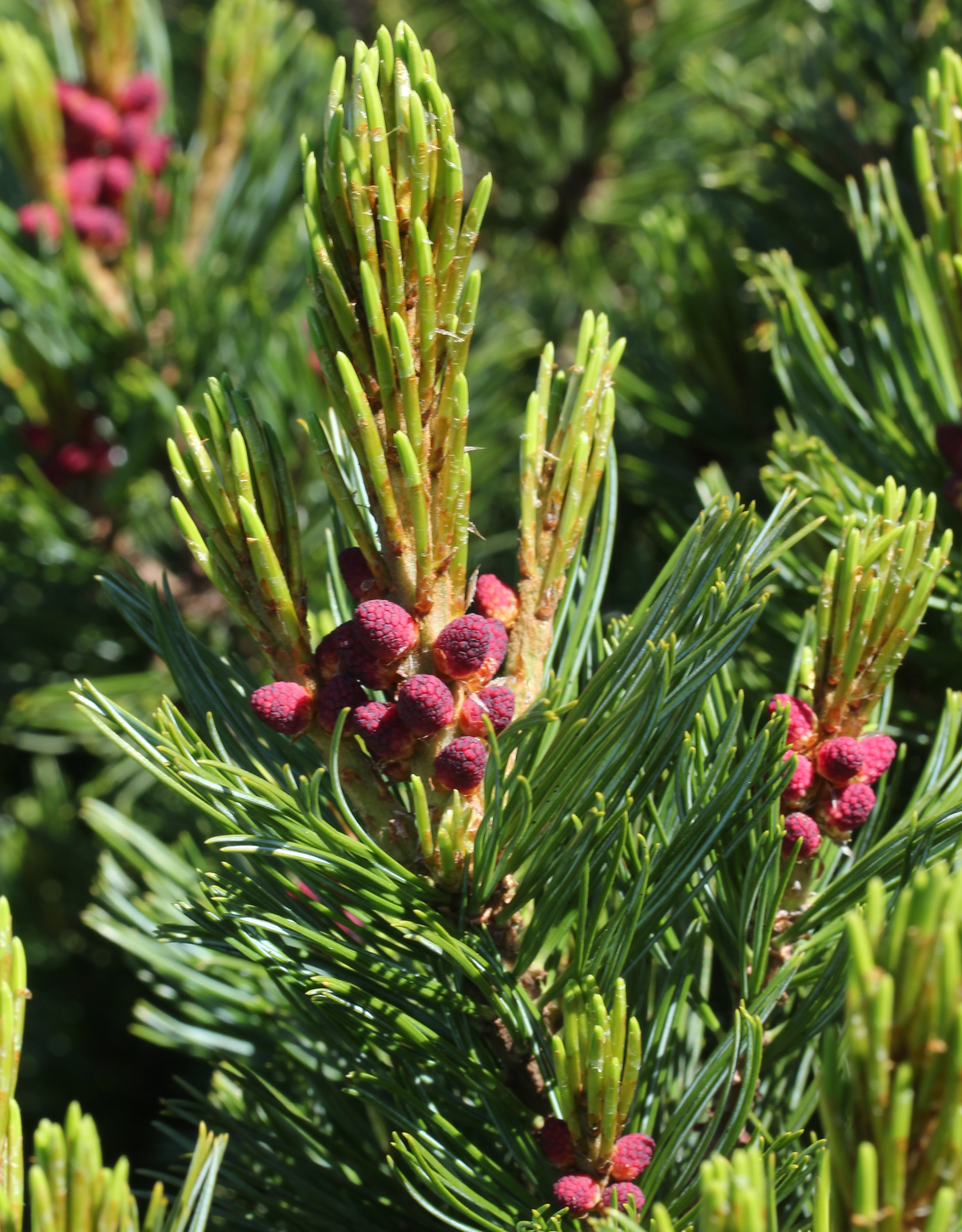
雄花
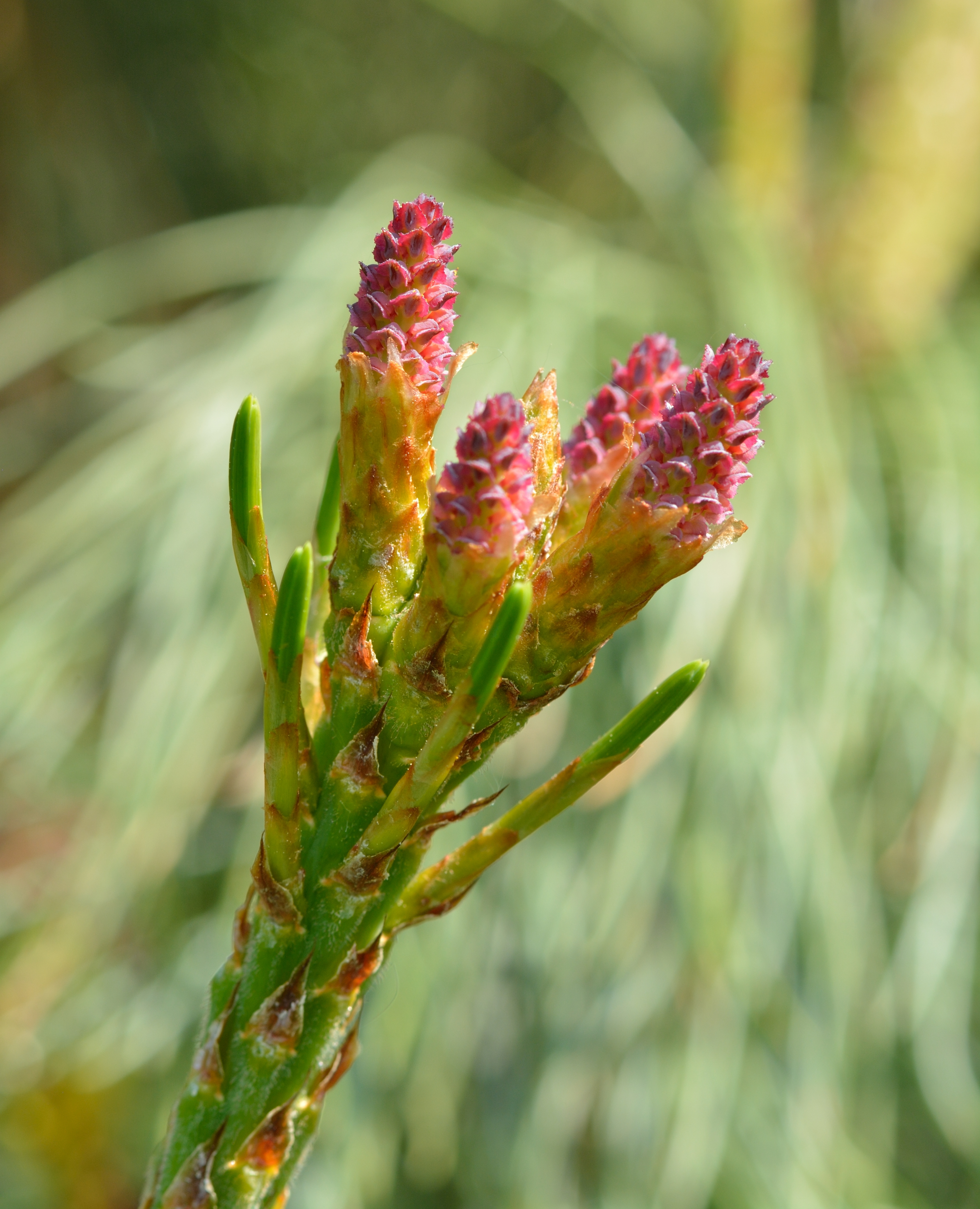
雌花
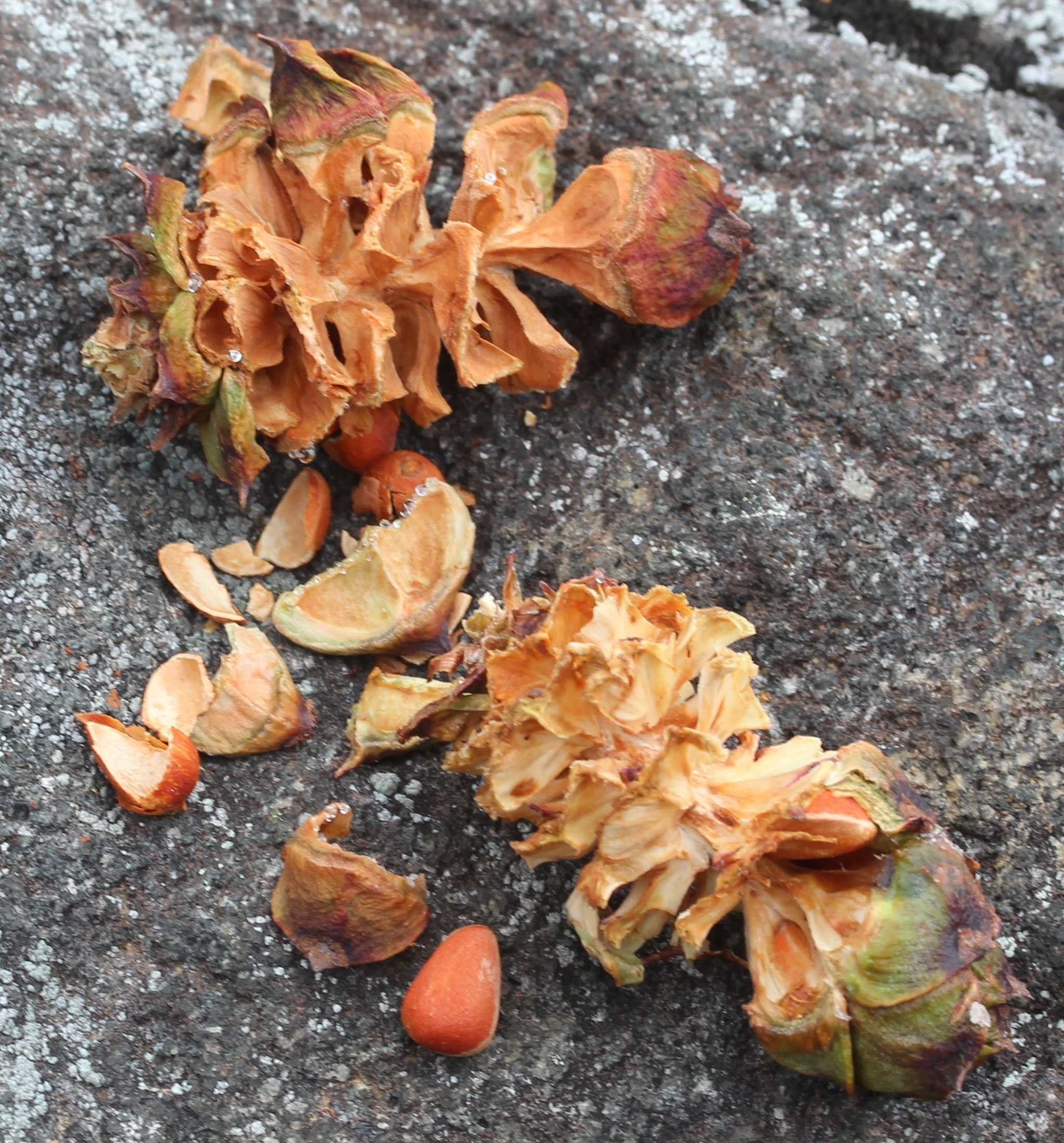
動物散布型の種子
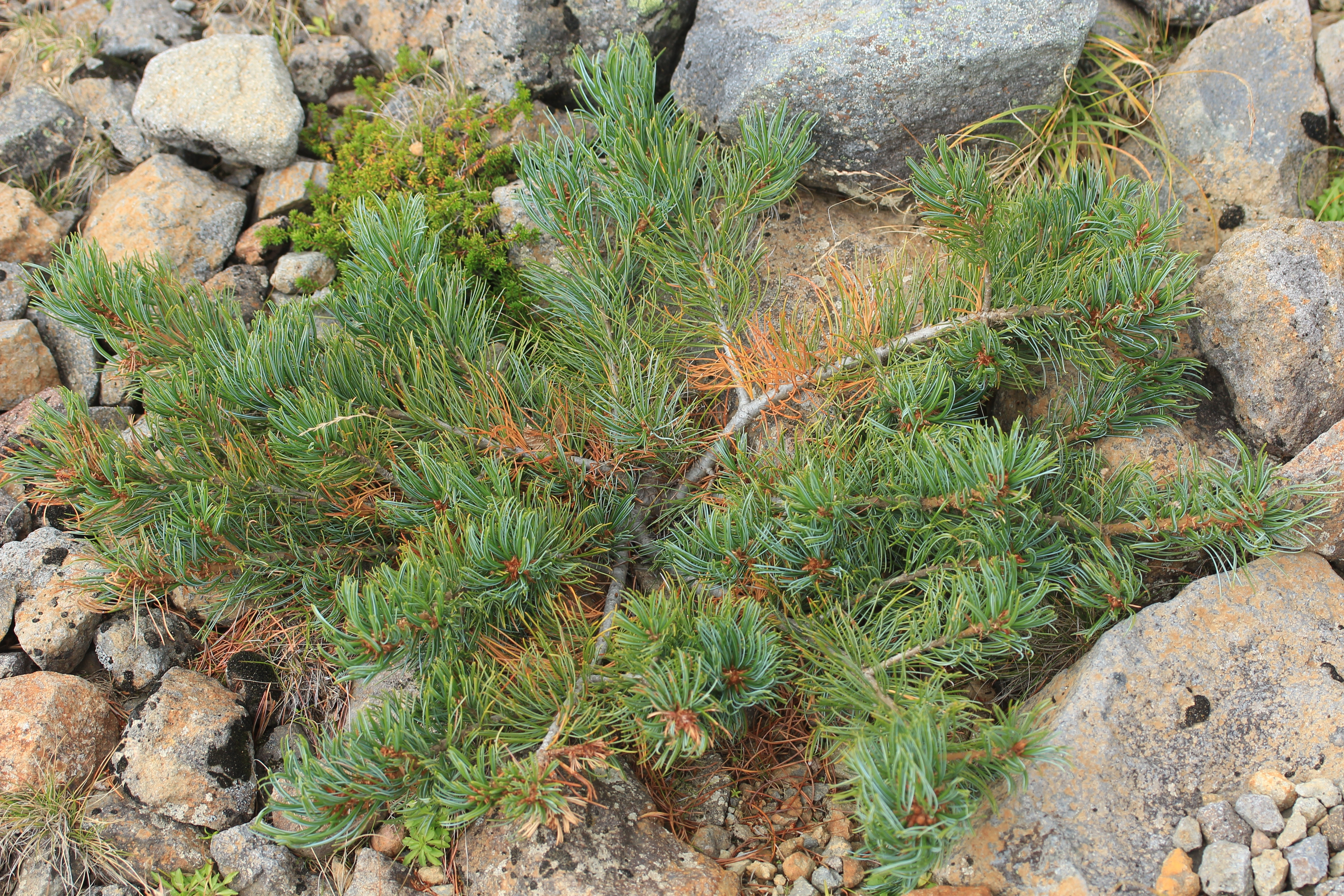
樹形は地を這う形

## 生態
厳しい生育地の立地条件を反映して、生長速度は極めて遅く、茎の直径が数センチメートルでも樹齢100年以上経過しているものも珍しくない。少しでも生存に有利な環境を求めて、伏条更新と枯死を繰り返しながら100メートル近くも位置を移動することがあると言われている。
日本では、通常亜高山帯針葉樹林と、その上部のハイマツ林の間には大きな景観の違いがある。高木がなくて見晴らしがよく、いかにも高山らしい雰囲気に満ちたハイマツ林は高山植生の代表として扱われることが多い。しかし、このような分布形態は日本近辺だけに見られるもので、ハイマツの分布の中心である東シベリアと中国東北部では、多くの場合ハイマツはカラマツ属（グイマツ・シベリアカラマツなど）の森の中に低木として分布している。マツは日差しのある土地を好む陽樹なので、日本の亜高山帯や西シベリアなどの常緑針葉樹林はハイマツにとって林内が暗すぎるが、カラマツ林は葉が薄くて林内が明るいので、ハイマツの成長の妨げにはならないようである。
日本でも、よく観察すると、ハイマツ林の中にはモミ属、トウヒ属など亜高山帯林に属する樹種が低木化して混入していることが多い。また、ダケカンバ林はカラマツ同様林内が明るいため、亜高山帯林とハイマツ林の移行帯でダケカンバが高木層を、ハイマツが低木層を占めて共存している例はよく見られる。これらのことから、ハイマツ林は高山帯の一部ではなく亜高山帯の一部であり、おそらくは多雪と強風のため高木層が欠けた状態にあるものと現在は考えられている。
一方、富士山にはハイマツが見られず、代わってカラマツがハイマツと同じように低く地を這うような樹型となって生育している。これは富士山が比較的新しく誕生した火山であること、独立峰であること、土壌の問題などが理由として考えられているがなぜこのような植生になるかは完全には解明されていない。ハイマツも富士山のカラマツも通常の樹木に比べると成長は極めて遅く、幹の断面は年輪が非常に密になっている。

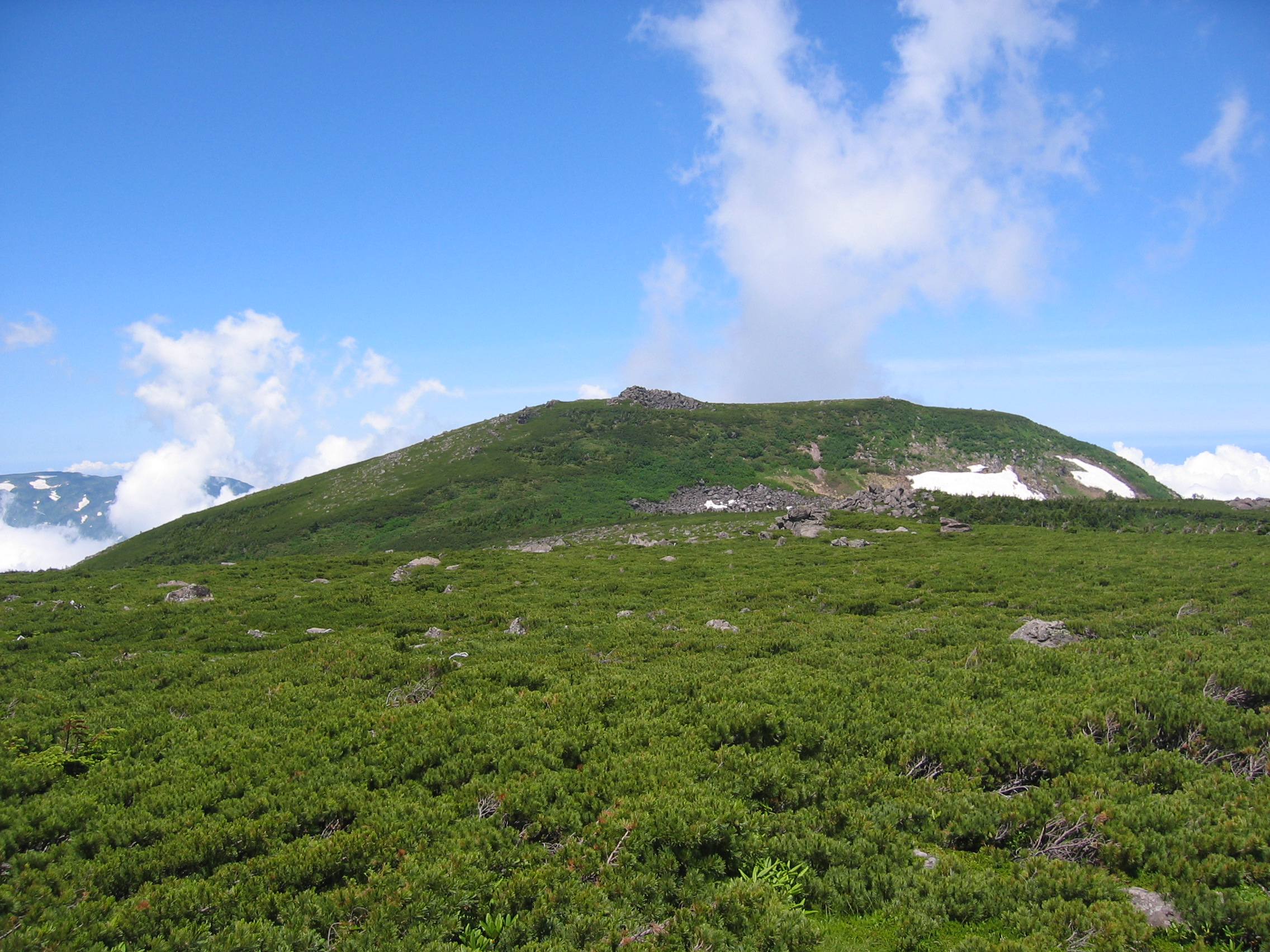
高山帯のハイマツ林（北アルプス・白馬乗鞍岳）
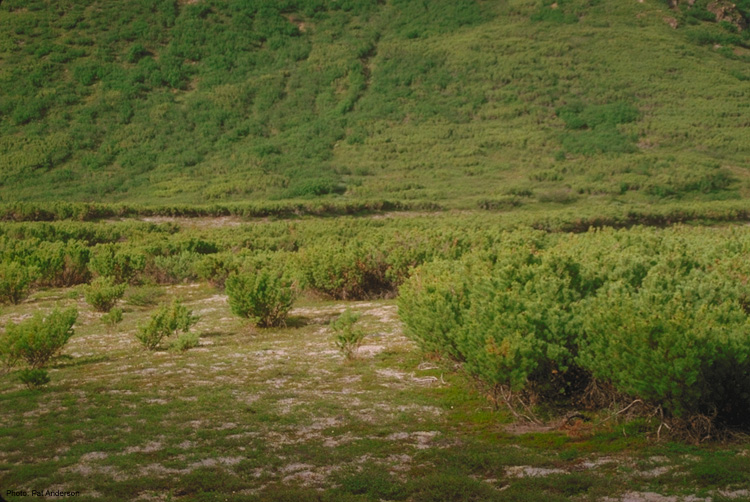
シベリア北東部に自生するハイマツ